# Yacimiento arqueológico de Warren Field
El yacimiento arqueológico de Warren Field hace referencia a la construcción mesolítica (8000 a. n. e.) que se encuentra cerca del castillo de Crathes, en la región de Aberdeenshire en Escocia (Reino Unido). Incluye 12 pozos que se cree que se correlacionan con las fases de la Luna y que se utilizarían como calendario lunisolar. De ser así, sería el calendario lunisolar más antiguo encontrado hasta ahora (el contador de tiempo de Aberdeenshire sería anterior a los calendarios mesopotámicos en casi 5000 años).
El lugar fue avistado desde el aire como un terreno anómalo por la Comisión Real de Monumentos Antiguos e Históricos de Escocia y excavado por primera vez en el año 2004. La importancia del descubrimiento radica en que debió ser erigido forzosamente por pueblos cazadores recolectores (en lugar de agricultores sedentarios generalmente asociados con la construcción de monumentos), lo que supone un giro importante en el conocimiento existente sobre cómo fue el paso del Paleolítico al Neolítico. La hipótesis más probable es que las comunidades prehistóricas locales que dependían de la caza de animales migratorios necesitaban ya anotar cuidadosamente las estaciones para prepararse para una fuente de alimento en particular.

## Funcionamiento
Los cambios de fase de la Luna son una de las señales celestes más evidentes que pueden permitir una medición del tiempo en una escala superior a los días y las noches. Es posible que las primeras comunidades que trataran de elaborar un calendario se fijaran en este cuerpo celeste y no en las constelaciones o en la inclinación de la eclíptica con respecto al horizonte para anticipar la llegada de las estaciones.

Utilizar la Luna como referente implica, sin embargo, superar un inconveniente: para un observador de la Tierra, la Luna repite la misma fase cada veintinueve días y medio aproximadamente (lo que se denomina mes lunar), lo que supone que en los 365 días del año solar hace algo más de doce veces sus ciclos crecientes y menguantes. Hay un desfase por tanto entre las doce fases de la luna y el año solar. Si las antiguas comunidades mesolíticas se fijaran solamente en contar estos doce cambios de fase acumularían un error progresivo con respecto al ciclo solar, que es el que realmente determina las estaciones por la inclinación relativa entre el eje de la Tierra y el Sol. 

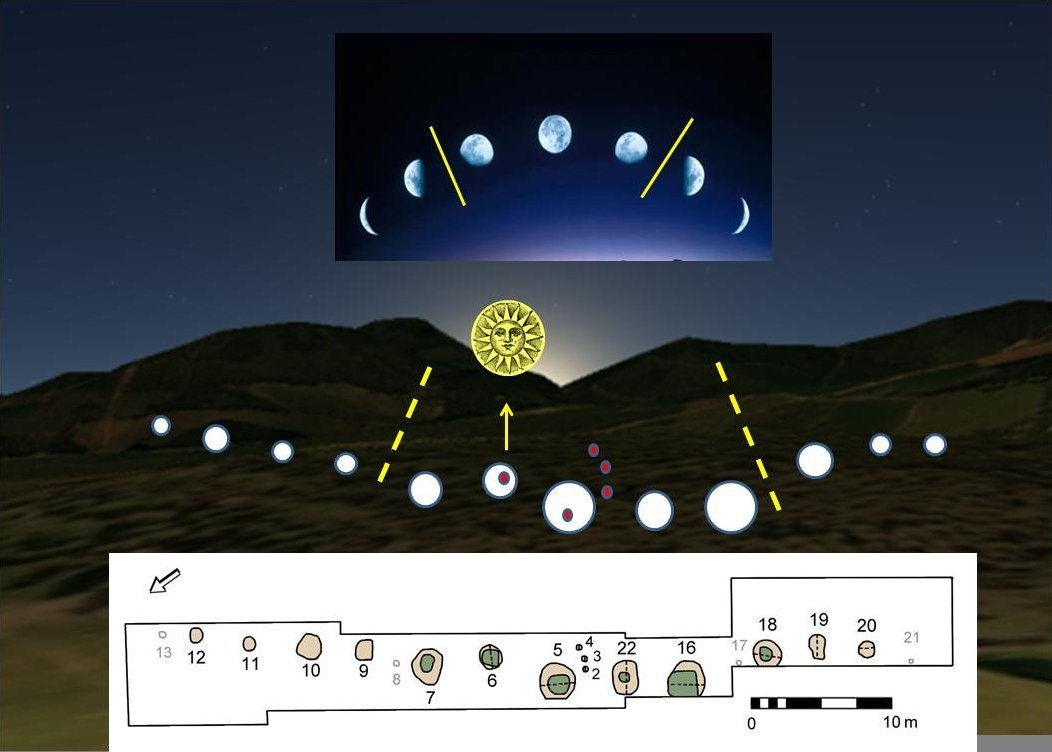
Calendario lunar de Warren Field. Ilustración.

La hipótesis más probable es que lo que se contaría en el yacimiento de Warren Field con cada uno de los doce pozos (que se encuentran alineados hacia el horizonte sureste) sí que son los doce meses lunares. Pero para corregir el desfase con el año solar sería necesario recalibrar cada nuevo año la fase de la luna con la que empezar a medir. Para ello se utilizaría uno de los pozos centrales, más adelantado que el resto, que se ha comprobado que señala el lugar por el que sale el sol en el solsticio de invierno. Ese día se utilizaría para poner el contador lunar a cero y tomar como referente la fase de la luna (menguante, nueva, creciente o llena, la que sea) existente en el momento de ese solsticio. Después de eso los meses lunares se contarían a partir de esa fase y hasta el momento del nuevo solsticio de invierno que se produciría un año solar después.